# 1993
| 1993                                                         |
| ------------------------------------------------------------ |
| Dødsfald - Fødsler                                           |
| • Begivenheder • Film • Litteratur • Musik • Politik • Sport |

| Gregoriansk kalender | 1993 MCMXCIII           |
| Ab urbe condita      | 2746                    |
| Armensk kalender     | 1442 ԹՎ ՌՆԽԲ            |
| Kinesiske kalender   | 4689 – 4690 壬申 – 癸酉 |
| Etiopisk kalender    | 1985 – 1986             |
| Jødisk kalender      | 5753 – 5754             |
| Hindukalendere       |                         |
| - Vikram Samvat      | 2048 – 2049             |
| - Shaka Samvat       | 1915 – 1916             |
| - Kali Yuga          | 5094 – 5095             |
| Iransk kalender      | 1371 – 1372             |
| Islamisk kalender    | 1414 – 1415             |

Begyndelsen på det internationale årti til bekæmpelse af racisme og diskrimination (1993-2003)
Regerende dronning i Danmark: Margrethe 2. 1972-2024
Se også 1993 (tal)

## Begivenheder
- ? – Det andet religionsverdensparlament afholdes i Chicago.
- ? - Gislingebåden bliver fundet på en mark ved Gislinge på Nordvestsjælland.

### Januar
- 1. januar – Tjekkoslovakiet opdeles i Tjekkiet og Slovakiet.
- 3. januar – USA's præsident George H.W. Bush og Ruslands præsident Boris Jeltsin underskriver i Moskva en historisk aftale om reduktion af atom-missiler.
- 8. januar – FDB meddeler på et pressemøde, at man vil lukke Irma-kæden.
- 12. januar – det norsk-amerikanske tankskib Braer bliver knust mod klipperne på Shetlandsøerne og 85.000 tons råolie fosser ud i havet.
- 14. januar – den polske bil- og togfærge Jan Heweliusz forliser ud for den tyske ø Rügen og 54 om bord omkommer.
- 14. januar – statsminister Poul Schlüter (C) går af, da Tamilsagen kulminerer med dommer Hornslets redegørelse.
- 15. januar – et flertal i Folketinget peger på Poul Nyrup Rasmussen som forhandlingsleder efter Poul Schlüters afgang på grund af tamilrapporten
- 18. januar - et regionaltog støder sammen med et afsporet godstog en halv kilometer syd for Næstved station. En passager i regionaltoget og en DSB rangerleder bliver dræbt, mens lokomotivføreren og 8 passagerer bliver lettere kvæstet
- 20. januar – Bill Clinton afløser George H.W. Bush som amerikansk præsident
- 25. januar - Poul Nyrup Rasmussen danner regering efter Poul Schlüters regerings afgang
- 26. januar - Václav Havel vælges til præsident for Tjekkiet

### Februar
- 8. februar - 134 omkommer, da et militærfly kolliderede med et iransk passagerfly nær den iranske hovedstad Teheran
- 11. februar – Janet Reno udnævnes af Præsident Clinton til US Attorney General.
- 26. februar – World Trade Center bombes af terrorister

### Marts
- 12. marts - flere bomber eksploderer i Mumbai, Indien, dræbte omkring 300 og sårede flere hundrede
- 15. marts - mere end 300 biler havarerede og 24 mennesker blev kvæstet under flere massesammenstød i tæt tåge på motorvejen syd og vest for København
- 27. marts - Jiang Zemin bliver præsident for Folkerepublikken Kina
- 28. marts - Forsikringsselskabet Codan køber Hafnias forsikringskoncern og bank for godt én milliard kr.

### April
- 1. april – Louis V. Gerstner, Jr. bliver administrerende direktør i IBM.
- 1. april - Prins Joachim overtager officielt godset Schackenborg ved Møgeltønder
- 19. april - 86 medlemmer af den religiøse Davidian-sekt omkommer i et flammehav efter en eksplosionsagtig brand i deres hovedkvarter i Waco, Texas, USA efter 51 dages politibelejring

### Maj
- 18. maj − Danmark stemmer ja til Maastricht-traktaten, fulgt af 18. maj-urolighederne.
- 24. maj – Eritrea opnår uafhængighed
- 29. maj - 5 tyrkiske indvandrere omkommer ved en mordbrand i Solingen i Tyskland påsat af en gruppe unge nynazister

### Juni
- 1. juni - to danske nødhjælpschauffører bliver dræbt og to andre såret, da deres nødhjælpskolonne bliver angrebet med granater i en tunnel i det nordlige Bosnien-Hercegovina
- 5. juni - 23 pakistanske FN-soldater bliver dræbt og omkring 50 alvorligt såret, da de lokkes i et bagholdsangreb i Somalias hovedstad Mogadishu. Det var en af Somalias førende krigsherrer, general Aideed, der stod bag angrebet, der blev iværksat da FN-soldaterne ville undersøge et våbenlager
- 14. juni - Canada får sin første kvindelige premierminister, 46-årige Kim Campbell, som overtager posten efter Brian Mulroney
- 25. juni - FN’s sikkerhedsråd vedtager oprettelsen af en krigsforbryderdomstol (Det internationale tribunal til pådømmelse af krigsforbrydelser i det tidligere Jugoslavien), hvor personer fra det tidligere Jugoslavien kan stilles for retten for forbrydelser som massemord, tortur, voldtægt og etniske udrensninger
- 25. juni – Kim Campbell bliver Canadas 19. premierminister
- 27. juni - USA bomber den irakiske efterretningstjenestes installationer efter afsløring af attentatplaner mod præsident George Bush

### Juli
- 5. juli - Dronning Margrethe og Prins Henrik indleder statsbesøg i Polen
- 20. juli - en meteorit oplyser himlen over Østjylland, inden den styrter i havet ud for Ebeltoft

### August
- 4. august - i Los Angeles idømmes to politibetjente 30 måneders fængsel for politivold mod den sorte Rodney King
- 9. august - Albert 2. af Belgien overtager den belgiske trone
- 21. august - NASA mister forbindelsen med rumfartøjet Mars Observer
- 30. august - CBS har premiere på The Late Show with David Lettermanpå plænen foran Det Hvide Hus i Washington D.C. indgår PLO og Israel en historisk aftale om foreløbig fred. Aftalen sikrede palæstinenserne selvstyre på Gazastriben og i byen Jeriko, mens PLO anerkendte Israels ret til at eksistere som selvstændig stat

### September
- 9. september - den palæstinensiske befrielsesorganisation PLO anerkender officielt Israel som en legitim stat
- 13. september - på plænen foran Det Hvide Hus i Washington D.C. indgår PLO og Israel en historisk aftale om foreløbig fred. Aftalen sikrede palæstinenserne selvstyre på Gazastriben og i byen Jeriko, mens PLO anerkendte Israels ret til at eksistere som selvstændig stat
- 15. september - Eduard Sjevardnadse får tildelt ekstraordinære beføjelser for at håndtere oprøret i landsdelen Abkhasien
- 17. september - Kolding Storcenter på 43.000 m² bliver indviet
- 19. september - anti-EF-partiet Solidarisk Alternativ stiftes
- 21. september - første møde nogensinde mellem paven og den ledende jødiske rabbi
- 21. september - den russiske præsident Boris Jeltsin opløser parlamentet da det modsætter sig hans reformer og Rusland kastes ud i en forfatningsmæssig krise
- 24. september - Monarkiet i Cambodja genindføres ved Norodom Sihanouks indsættelse som konge
- 25. september - ved en domstol i Florida skriver dommeren retshistorie, da han erklærer, at et barn godt kan få skilsmisse fra sine forældre. Sagen stod omkring den 12-årige Gregory Kingsley, som ikke ville have sine forældre længere.

### Oktober
- 3. oktober – Slaget i Mogadishu, der har til formål at tilfangetage krigsherren Mohamed Farrah Aidid, starter og ender dagen efter med 18 døde amerikanske soldater og omkring 1.000 somaliere
- 4. oktober - under den russiske forfatningskrise beordrer den russiske præsident, Boris Jeltsin, tanks til at storme den russiske parlamentsbygning
- 8. oktober - på grund af de demokratiske fremskridt i Sydafrika beslutter FN at ophæve de økonomiske sanktioner mod landet

### November
- 1. november - Maastricht-traktaten træder i kraft
- 4. november – Jean Chrétien bliver den 20. canadiske premierminister
- 9. november - broen Stari Most, bygget omkring 1566/67 af tyrkerne i byen Mostar i Bosnien og Hercegovina, styrter sammen efter flere dages bombardement.
- 11. november - mindst 17 omkommer, da en tankbil eksploderer på motorvejen mellem Paris og Bordeaux i Frankrig
- 16. november – Der afholdes kommunal- og amtsrådsvalg i Danmark
- 22. november - Højesteret skærper dommen over for de ansvarlige for Scandinavian Star skibskatastrofen i april 1990, hvor 158 omkom under en brand. Højesteret idømmer rederiejer Henrik Johansen, direktør Ole B. Hansen og kaptajn Hugo Larsen hver 6 måneders fængsel. Det er en væsentlig skærpelse af Sø- og Handelsrettens dom fra året før, hvor de tre havde fået 40 til 60 dages hæfte
- 24. november - i Liverpool, bliver de to 11-årige Robert Thompson og Jon Venables dømt for mordet på 2-årige James Bulger

### December
- 2. december - den colombianske narkobaron Pablo Escobar bliver skudt
- 10. december - Computerspillet Doom frigives
- 30. december - Israel og Vatikanet opretter diplomatiske forbindelser

## Født

### Januar
- 12. januar – Zayn Malik, britisk sanger.
- 26. januar – Cameron Bright, canadisk skuespiller.
- 28. januar – Will Poulter, engelsk skuespiller.

### Februar
- 7. februar – David Dorfman, amerikansk skuespiller.
- 9. februar - Malin Holta, norsk håndboldspiller.
- 12. februar – Jennifer Stone, amerikansk skuespillerinde.
- 14. februar - Shane Harper, amerikansk skuespiller og sanger.
- 19. februar - Victoria justice, Amerikansk skuespiller and sanger
- 28. februar – Emmelie de Forest, dansk sangerinde.

### Marts
- 5. marts – Harry Maguire, engelsk fodboldspiller.
- 12. marts – Jeppe Tverskov, dansk fodboldspiller.
- 18. marts – Mana Iwabuchi, japansk fodboldspiller.
- 20. marts – Sloane Stephens, amerikansk tennisspiller.
- 25. marts – Sam Johnstone, engelsk fodboldspiller.
- 29. marts – Thorgan Hazard, belgisk fodboldspiller.

### April
- 5. april - Ronnie Hiort Lorenzen, dansk skuespiller.
- 11. april - Ihan Haydar, dansk-irakisk trommeslager.
- 14. april - Josephine Skriver, dansk model.
- 19. april - Jack Duncan, australsk fodboldspiller.
- 22. april – Jakob Wilhjelm Poulsen, dansk barneskuespiller.

### Maj
- 6. maj – Naomi Scott, engelsk skuespillerinde.
- 7. maj – Isabella Arendt, dansk politiker.
- 13. maj – Debby Ryan, amerikansk skuespillerinde.
- 14. maj – Miranda Cosgrove amerikansk skuspillerinde og sanger.
- 27. maj – Julie Brochorst Andersen, dansk skuespillerinde.

### Juni
- 7. juni – George Ezra, engelsk sanger.
- 14. juni – Kathrine Bremerskov Kaysen, dansk barneskuespillerinde.
- 21. juni - Caroline Brasch Nielsen, dansk model.
- 26. juni - Ariana Grande, amerikansk skuespillerinde og sangerinde.

### Juli
- 15. juli – Gustav Dyekjær Giese, dansk skuespiller.
- 18. juli - Lukas Toya, dansk skuespiller.
- 26. juli - Taylor Momsen, amerikansk sanger.
- 30. juli - Gianluca Caprari, italiensk fodboldspiller.

### August
- 11. august – Alyson Stoner, amerikansk skuespiller, sanger, rapper og danser.
- 16. august – Cameron Monaghan, amerikansk skuespiller.
- 17. august – Sarah Sjöström, svensk svømmer.
- 20. august – Brianna McConnell, amerikansk barneskuespiller.
- 26. august – Keke Palmer, amerikansk skuespiller og singer.

### September
- 13. September – Niall Horan, irsk sanger.
- 18. September – Patrick Schwarzenegger, amerikansk skuespiller.
- 19. September – Chan Hao-ching, taiwanesisk tennispiller.

### Oktober
- 8. oktober – Angus T. Jones, amerikansk barneskuespiller.
- 15. oktober - Jakob Thrane, dansk komiker.
- 29. oktober – India Eisley, amerikansk skuespillerinde.

### December
- 8. december – AnnaSophia Robb, amerikansk skuespillerinde.
- 14. december – Antonio Giovinazzi, italiensk racerkører.

## Sport
- 31. januar – Super Bowl XXVII Dallas Cowboys (52) besejrer Buffalo Bills (17).
- 11. februar – Irina Privalova slår i Moskva indendørsrekorden i hurtigløb på 60 meter i tiden 6,92 sekunder.
- 12. februar Bokseren Gert Bo Jacobsen møder for tredje gang Manning Galloway om WBO's version af verdensmesterskabet i weltervægt, og bliver den første danske verdensmester, da han efter 12 hårde omgange vinder på point.
- 30. april – Tennisspilleren Monica Seles stikkes ned af Günter Parche under kvartfinalen i Hamborg mod Magdalena Maleeva
- 14. august - VM i atletik starter i Stuttgart, Tyskland, og Danmark får sin første VM-medalje nogensinde i atletik, da Renata Pytełewska-Nielsen får bronze i længdespring med 6,76 meter
- 20. august - englænderen Colin Jackson sætter i Stuttgart, Tyskland, ny verdensrekord i 110 meter hækkeløb med tiden 12,91 sekunder
- 25. august - Danmarks fodboldlandshold vinder i Parken 4-0 over Litauen i en kvalifikationskamp til VM i fodbold 1994. Kampen er Michael Laudrups første siden hans selvvalgte tilbagetrækning i 1990
- 11. september - den kinesiske kvinde Qu Yunxia sætter i Beijing, Kina den nuværende verdensrekord i 1.500 meter løb med tiden 3.50,46 minutter
- 13. september - den kinesiske kvinde Wang Junxia sætter i Beijing, Kina verdensrekord i 3.000 meter løb med tiden 8.06,11 minutter. Rekorden stod stadig i 1997
- 12. oktober - Allan Mogensen vinder i USA VM i orienteringsløb. Det er første gang nogensinde, at Danmark vinder en VM-titel i orienteringsløb
- 29. oktober - Johnny Bredahl forsvarer i Korsør sin VM-titel i juniorbantamvægt boksning, da Eduardo Nazario fra Puerto Rico diskvalificeres for uren boksning
- 7. november - Evander Holyfield genvinder i Las Vegas, USA, VM-titlen i professionel sværvægtsboksning ved at pointbesejre den regerende mester Riddick Bowe
- 7. november - franskmanden Alain Prost vinder for fjerde gang VM i Formel 1. Afgørelsen er dog faldet tidligere på sæsonen. Prost meddeler inden løbet, at han nu stopper sin karriere i Formel 1
- 17. november -  I den sidste kvalifikationskamp til VM i fodbold 1994 i USA taber Danmarks fodboldlandshold i Sevilla 1-0 til Spanien. Dermed kommer Danmark ikke med til VM på grund af færre scorede mål end Irland, som slutter à point med Danmark
- Ryder Cup, golf – USA 15-Europa 13
- Odense Boldklub bliver danske pokalmestre i fodbold

## Film
- 13. juli – MTV Movie Awards 1993 afholdes

## Musik
- 29. marts – Suede udgiver albummet: Suede
- 14. maj - en guitar, som har tilhørt Elvis Presley, sælges for 99.000 pund på auktion i London
- 15. maj − Irland vinder på hjemmebane årets udgave af Eurovision Song Contest med sangen "In Your Eyes" af Niamh Kavanagh. Showet blev afholdt i Millstreet, Irland.
- 2. november – Kate Bush udgiver albummet: The Red Shoes
- 23. november – Snoop Dogg udgiver albummet Doggystyle
- Guns N' Roses spiller på Gentofte Stadion

## Nobelprisen
- Fysik – Russell A. Hulse, Joseph H. Taylor Jr.
- Kemi – Kary Mullis, Michael Smith
- Medicin – Richard J. Roberts, Phillip A Sharp
- Litteratur – Toni Morrison
- Fred – Nelson Mandela og Frederik Willem de Klerk
- Økonomi – Robert Fogel og Douglass North